# Торзать

Торзать — река в России, протекает в Макарьевском районе Костромской области. Торзать образуется слиянием Левой Торзатки и Правой Торзатки. Устье реки находится в 42 км по левому берегу реки Белый Лух. Длина реки составляет 46 км, площадь водосборного бассейна 311 км².
На берегах реки стоят напротив друг друга деревни Малая Торзать и Большая Торзать.

## Данные водного реестра
По данным государственного водного реестра России относится к Верхневолжскому бассейновому округу, водохозяйственный участок реки — Унжа от истока и до устья, речной подбассейн реки — Бассей притоков Волги ниже Рыбинского водохранилища до впадения Оки. Речной бассейн реки — (Верхняя) Волга до Куйбышевского водохранилища (без бассейна Оки).
По данным геоинформационной системы водохозяйственного районирования территории РФ, подготовленной Федеральным агентством водных ресурсов:
- Код водного объекта в государственном водном реестре — 08010300312110000016683
- Код по гидрологической изученности (ГИ) — 110001668
- Код бассейна — 08.01.03.003
- Номер тома по ГИ — 10
- Выпуск по ГИ — 0

### Притоки (км от устья)
- 28 км: река Павловка (пр)